# 威廉·米切尔

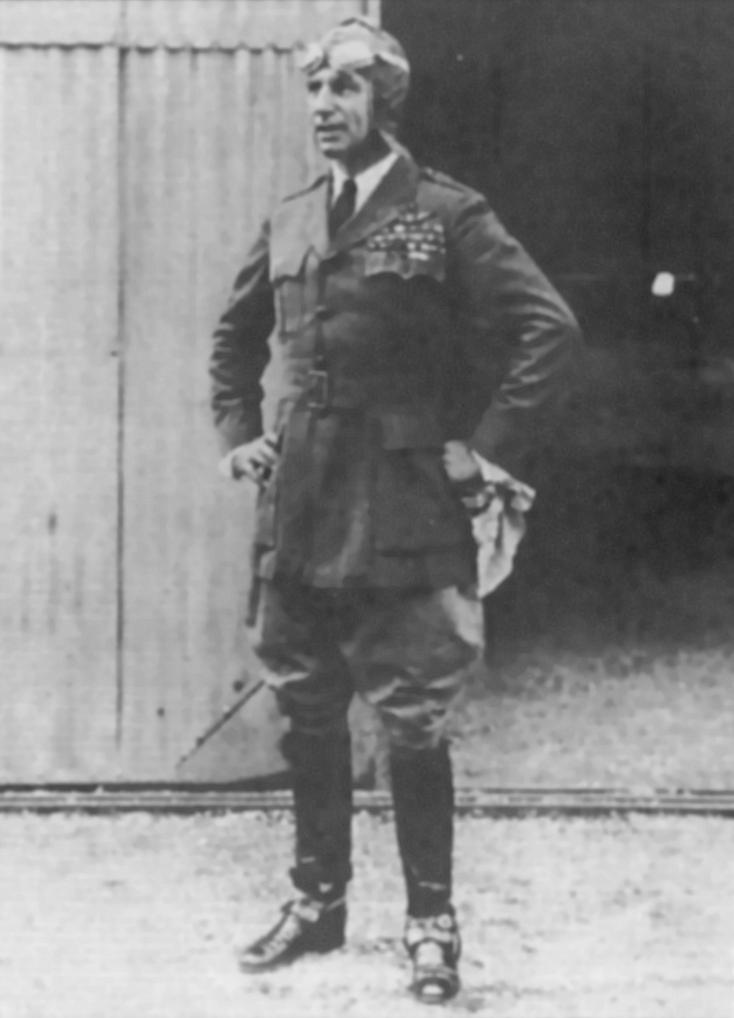
威廉·米切尔

威廉·伦德拉姆·“比利”·米切尔（英語：William Lendrum "Billy" Mitchell，1879年12月29日—1936年2月19日），美国陆军少将，被称为美国空军之父，航空战略家，曾提出“空军制胜论”。

## 早期经历
- 威廉·米切尔1879年12月29日出生于法国尼斯。
- 畢業於喬治華盛頓大學
- 1898年美西战争，时年19岁的米切尔应征入伍，加入威斯康星州第一步兵团。
- 1916年，米切尔自费学习飞行，并于同年被调往陆军通讯兵航空处。
- 1917年3月，作为一名少校来到西班牙。在美国对德宣战后，他随即前往巴黎，加入菲利普·貝當将军的部队，成为第一个参加法国部队作战的美国正规军官。
- 一战中被授予战争十字勋章。战后，晋升为准将。

## 主要军事思想
威廉·米切尔十分重视当时才刚刚出现的飞机在军事中的运用，和意大利人朱利奥·杜黑、英国人休·特伦查德一起，被视为空中战争理论的三位先驱。
米切尔在人们还都几乎不能认识到飞机和制空权的重要性之时，为了证明自己理论的正确，在威廉·阿杰·莫菲特海军少将的支持下，报请国会批准，于1921年7月21日在美国东海岸切萨皮克湾进行了飞机轰炸军舰的试验。

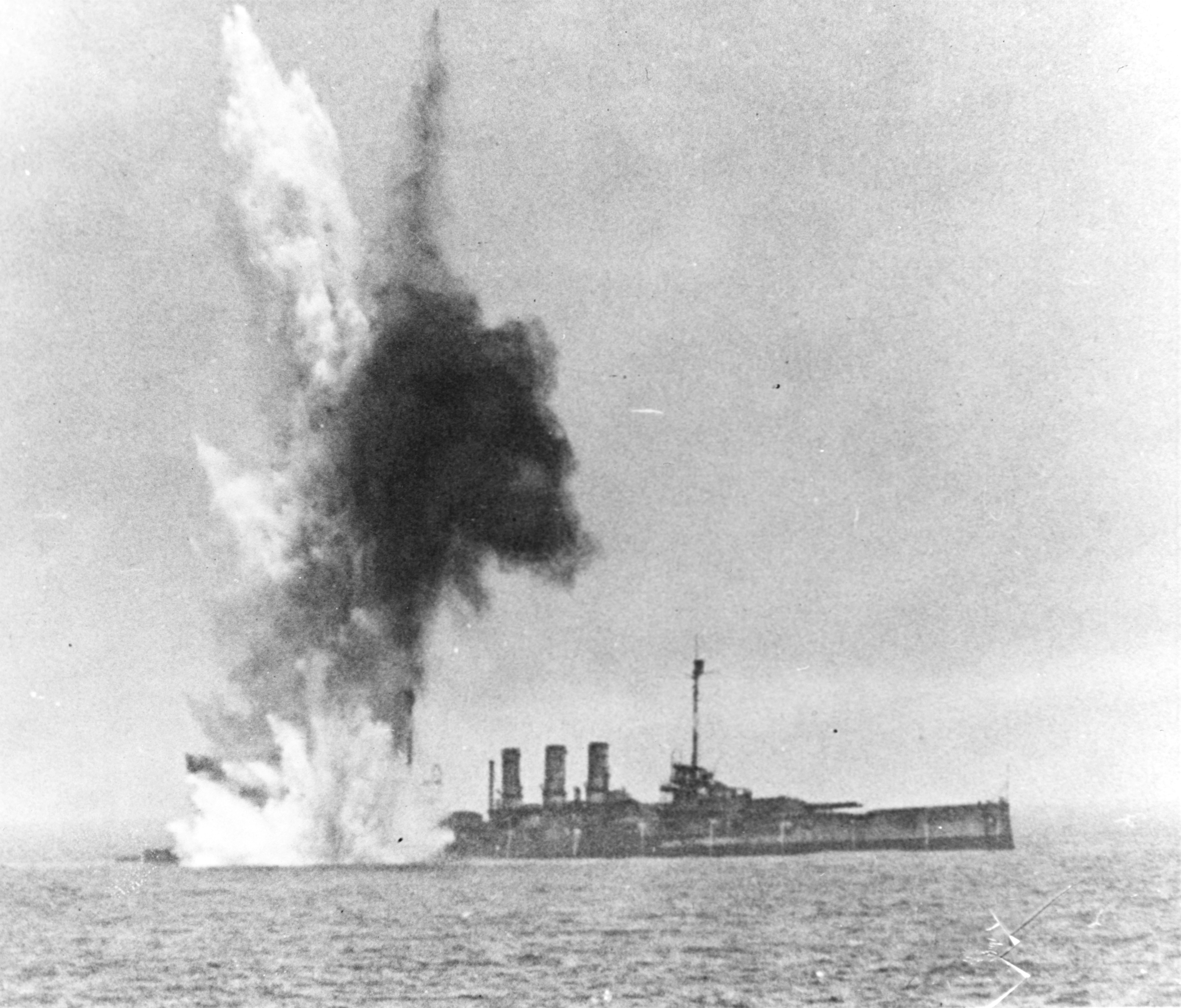
2,000 lb炸弹，东弗里斯兰号战列舰

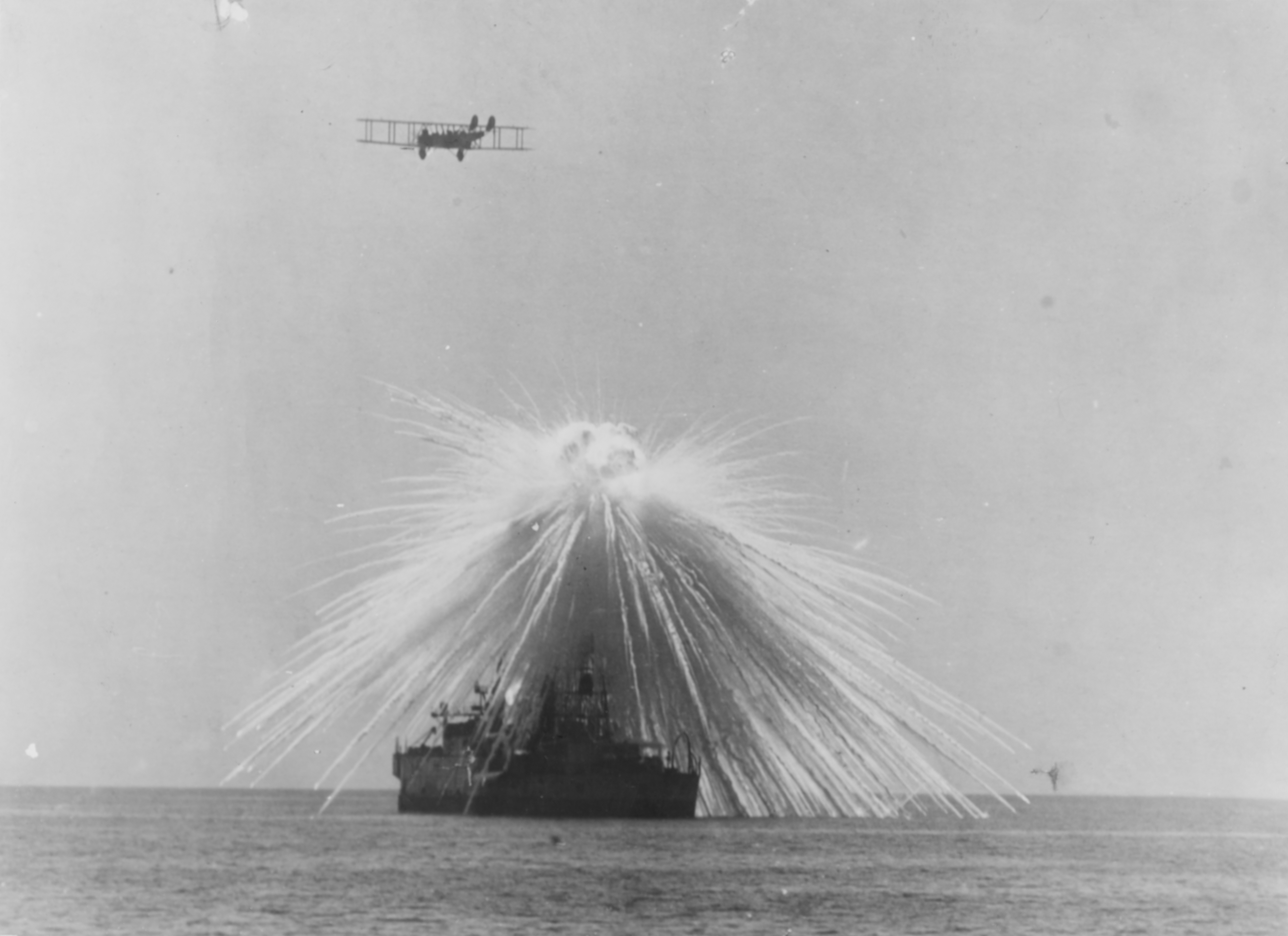
1921年9月，阿拉巴馬號戰艦 (BB-8)遭馬丁NBS-1投弹試炸

此次试验的靶船分別是缴获自德国东弗里斯兰号战列舰（德語：SMS Ostfriesland），以及新泽西号（BB-16）和維珍尼亞號戰艦（BB-13）等两艘战列舰。选用的飞机是美国陆军航空勤务队（Air Service, United States Army）的“马丁”MB-2型飞机。由于这次试验将很大程度上决定海军舰载航空兵的前途和命运，为了适应攻击战舰的需要，设计专门用于攻击军舰的炸弹，而且参加试验的飞行员也进行了严格的空对舰攻击训练。
1921年7月21日，大批美国陆海军高级将领来到了位于切萨皮克湾作为观礼台的宾夕法尼亚号战列舰观看此次“试验”。
在760米的高度上，威廉·米切尔对参与“试验”的8架“马丁”MB-2轰炸机下达了投弹的命令。很快靶舰就被炸沉了。

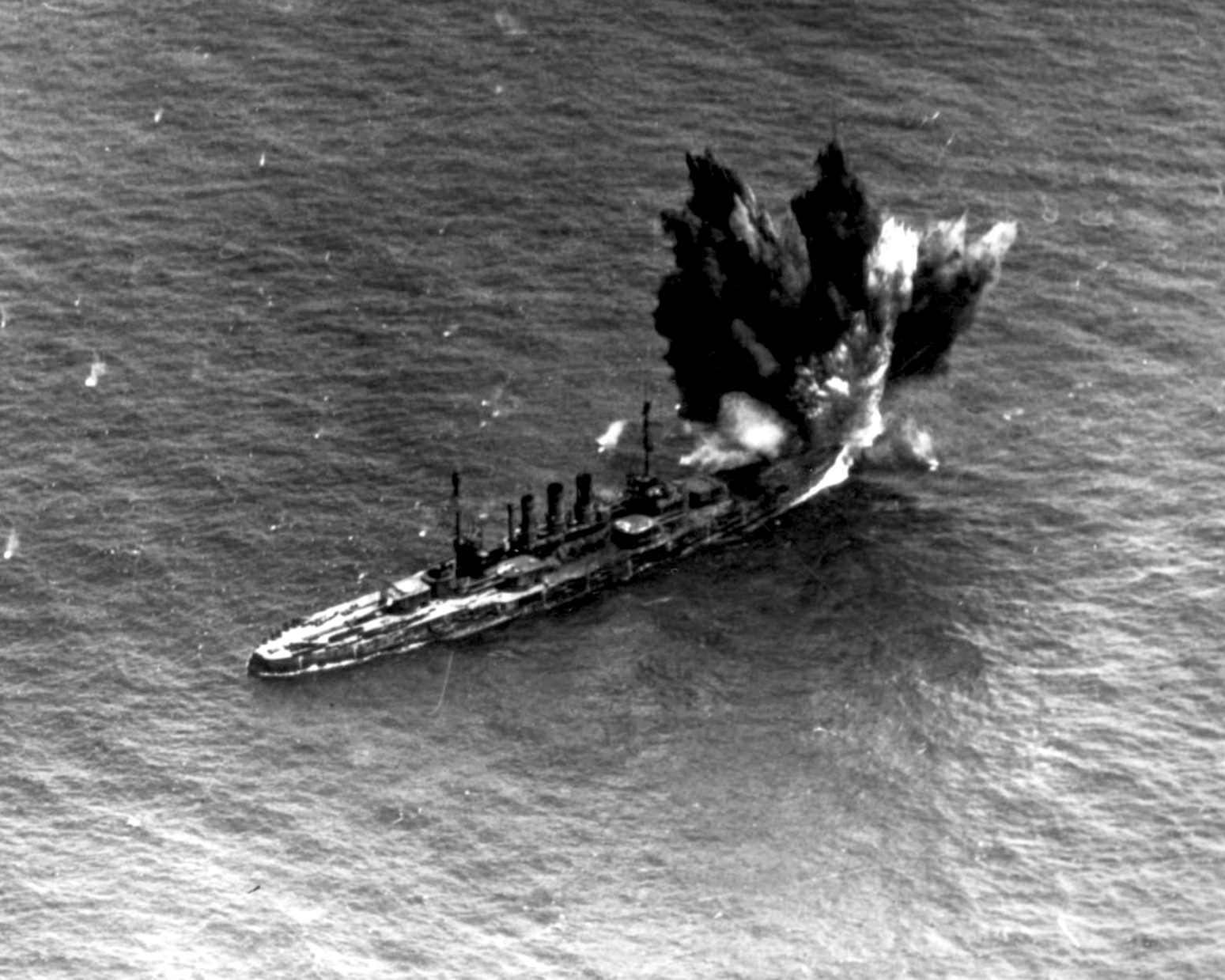
切萨皮克湾被击中的靶舰东弗里斯兰号战列舰

此次试验之后，高级将领们在一定程度上承认了制空权在海战中的作用。1921年，威廉·阿杰·莫菲特少将受命组建美国海军航空局，8月11日正式成立海军航空局，莫菲特出任局长。海军航空局把先前分散在很多部门的航空事宜集中管理，从战术到技术一手创建了系统的海军航空，包括主持改装第一艘航母兰利号。威廉·米切尔功不可没。
在空军建设和作战运用等问题上，米切尔比意大利人杜黑更为现实、理性、体现了当时掌握先进作战思想的军官对新技术发展的敏锐直觉。

## 后期经历与去世
在当时，由于“空军制胜论”的思想过于超前，以及米切尔自身的個性孤傲不群又自侍甚高，米切尔感受到的是怀才不遇的苦恼。
1920年代初，当英国、加拿大、澳大利亚、意大利等国家相继建立独立的空军时，米切尔忧心如焚。他大力宣传“空军制胜论”，却遭到了陆、海军当局的强烈反对，本人也于1925年4月被降职到得克萨斯州的圣安东尼奥。
1925年9月，美军接连发生多起飞机和飞艇失事事故，米切尔大为光火。他在给报界的一份声明中说：“这些事故是海军部和戰爭部的无能、犯罪性的失职，以及对我国国防进行的几乎是叛国式的管理的结果！”为此军事法庭指控米切尔“制造混乱，无视乃至损害正常秩序与军纪”，对他进行了军法审判，并宣布他有罪。米切尔不堪忍受此种侮辱，于次年2月愤然退役。
在此后的10年间，米切尔为推行自己的理论继续四处奔波呼号。
1936年2月19日，米切尔带着无奈和失望离开了人世。

## 理论著作
- 《空中国防论》
- 《空中之路——一本论述现代航空学的书》